# Tell Me Something: The Songs of Mose Allison
Tell me Something: The Songs of Mose Allison è il venticinquesimo album discografico in studio del cantautore britannico Van Morrison, pubblicato nel 1996. Si tratta di un album collaborativo a cui hanno partecipato Georgie Fame, Mose Allison e Ben Sidran.

## Tracce
Tutte le tracce sono di Mose Allison.
1. One of These Days – 3:18
2. You Can Count on Me (To Do My Part) – 3:22
3. If You Live – 3:47
4. Was – 3:28
5. Look Here – 2:09
6. City Home – 3:26
7. No Trouble Livin' – 2:15
8. Benediction – 3:01
9. Back on the Corner – 2:23
10. Tell Me Something – 2:40
11. I Don't Want Much – 2:03
12. News Nightclub – 2:43
13. Perfect Moment – 2:13

## Formazione
- Van Morrison - voce, armonica
- Georgie Fame - voce, organo Hammond
- Ben Sidran - voce, piano
- Mose Allison - voce, piano
- Alex Dankworth - basso
- Guy Barker - tromba
- Pee Wee Ellis - sassofono
- Ralph Salmins - batteria
- Leo Green - sassofono
- Robin Aspland - wurlitzer